# 1 000 kilomètres du Nürburgring 1987
Navigation
Édition précédente Édition suivante
Les 1 000 kilomètres du Nürburgring 1987 (officiellement appelé le  ADAC 1000 km-Rennen ), disputées le 30 août 1987 sur le Nürburgring, ont été la trente-deuxième édition de cette épreuve et la huitième manche du Championnat du monde des voitures de sport 1987.

## La course

### Classement de la course
Voici le classement officiel au terme de la course,,,.
- Les premiers de chaque catégorie du championnat du monde sont signalés par un fond jaune.
- Pour la colonne Pneus, il faut passer le curseur au-dessus du modèle pour connaître le manufacturier de pneumatiques.
- Les voitures ne réussissant pas à parcourir 75% de la distance du gagnant sont non classées (NC).

| Pos  | Classe | no  | Écurie                                   | Pilotes                                                       | Châssis                            | Pneus | Tours | Temps                      |
| Pos  | Classe | no  | Écurie                                   | Pilotes                                                       | Moteur                             | Pneus | Tours | Temps                      |
| ---- | ------ | --- | ---------------------------------------- | ------------------------------------------------------------- | ---------------------------------- | ----- | ----- | -------------------------- |
| 1    | C1     | 4   | Silk Cut Jaguar                          | Eddie Cheever Raul Boesel                                     | Jaguar XJR-8                       | D     | 221   | 5 h 55 min 53 s 120        |
| 1    | C1     | 4   | Silk Cut Jaguar                          | Eddie Cheever Raul Boesel                                     | Jaguar 7.0L V12 Atmo               | D     | 221   | 5 h 55 min 53 s 120        |
| 2    | C1     | 7   | Joest Racing                             | Hans-Joachim Stuck Derek Bell                                 | Porsche 962C                       | G     | 218   | + 3 tours                  |
| 2    | C1     | 7   | Joest Racing                             | Hans-Joachim Stuck Derek Bell                                 | Porsche Type-935 3.0L Flat-6 Turbo | G     | 218   | + 3 tours                  |
| 3    | C1     | 2   | Brun Motorsport                          | Jochen Mass Oscar Larrauri                                    | Porsche 962C                       | M     | 216   | + 5 tours                  |
| 3    | C1     | 2   | Brun Motorsport                          | Jochen Mass Oscar Larrauri                                    | Porsche Type-935 3.0L Flat-6 Turbo | M     | 216   | + 5 tours                  |
| 4    | C1     | 8   | Joest Racing                             | Frank Jelinski "John Winter" Stanley Dickens                  | Porsche 962C                       | G     | 212   | + 9 tours                  |
| 4    | C1     | 8   | Joest Racing                             | Frank Jelinski "John Winter" Stanley Dickens                  | Porsche Type-935 2.8L Flat-6 Turbo | G     | 212   | + 9 tours                  |
| 5    | C1     | 15  | Britten - Lloyd Racing                   | Mauro Baldi Jonathan Palmer                                   | Porsche 962C GTi                   | G     | 211   | + 10 tours                 |
| 5    | C1     | 15  | Britten - Lloyd Racing                   | Mauro Baldi Jonathan Palmer                                   | Porsche Type-935 2.8L Flat-6 Turbo | G     | 211   | + 10 tours                 |
| 6    | C1     | 3   | Brun Motorsport                          | Hans-Peter Kaufmann Franz Hunkeler Jesús Pareja               | Porsche 962C                       | M     | 208   | + 13 tours                 |
| 6    | C1     | 3   | Brun Motorsport                          | Hans-Peter Kaufmann Franz Hunkeler Jesús Pareja               | Porsche Type-935 2.8L Flat-6 Turbo | M     | 208   | + 13 tours                 |
| 7    | C1     | 72  | Primagaz Competition                     | Cathy Muller Jürgen Lässig Bernard de Dryver                  | Porsche 962C                       | G     | 208   | + 13 tours                 |
| 7    | C1     | 72  | Primagaz Competition                     | Cathy Muller Jürgen Lässig Bernard de Dryver                  | Porsche Type-935 2.8L Flat-6 Turbo | G     | 208   | + 13 tours                 |
| 8    | C1     | 31  | Dauer Racing (en)                        | Jochen Dauer (en) Harald Grohs                                | Porsche 962C                       | G     | 207   | + 14 tours                 |
| 8    | C1     | 31  | Dauer Racing (en)                        | Jochen Dauer (en) Harald Grohs                                | Porsche Type-935 2.8L Flat-6 Turbo | G     | 207   | + 14 tours                 |
| 9    | C2     | 121 | Cosmic GP Motorsport                     | Costas Los Dudley Wood                                        | Tiga GC287                         | G     | 198   | + 23 tours                 |
| 9    | C2     | 121 | Cosmic GP Motorsport                     | Costas Los Dudley Wood                                        | Ford Cosworth DFL 3.3L V8 Atmo     | G     | 198   | + 23 tours                 |
| 10   | C2     | 106 | Kelmar Racing                            | Vito Veninata Pasquale Barberio Ranieri Randaccio             | Tiga GC85 (en)                     | A     | 198   | + 23 tours                 |
| 10   | C2     | 106 | Kelmar Racing                            | Vito Veninata Pasquale Barberio Ranieri Randaccio             | Ford Cosworth DFL 3.3L V8 Atmo     | A     | 198   | + 23 tours                 |
| 11   | C2     | 101 | Swiftair Ecurie Ecosse                   | Win Percy Mike Wilds                                          | Ecosse C286                        | A     | 197   | + 24 tours                 |
| 11   | C2     | 101 | Swiftair Ecurie Ecosse                   | Win Percy Mike Wilds                                          | Ford Cosworth DFL 3.3L V8 Atmo     | A     | 197   | + 24 tours                 |
| 12   | C1     | 1   | Brun Motorsport                          | Walter Brun Uwe Schäfer                                       | Porsche 962C                       | M     | 191   | + 30 tours                 |
| 12   | C1     | 1   | Brun Motorsport                          | Walter Brun Uwe Schäfer                                       | Porsche Type-935 2.8L Flat-6 Turbo | M     | 191   | + 30 tours                 |
| 13   | C2     | 104 | URD Junior Team                          | Rudi Seher Hellmut Mundas                                     | URD C81                            | A     | 186   | + 35 tours                 |
| 13   | C2     | 104 | URD Junior Team                          | Rudi Seher Hellmut Mundas                                     | BMW M88 3.5L I6 Atmo               | A     | 186   | + 35 tours                 |
| 14   | C1     | 10  | Porsche Kremer Racing                    | Volker Weidler Kris Nissen                                    | Porsche 962C                       | Y     | 183   | + 38 tours                 |
| 14   | C1     | 10  | Porsche Kremer Racing                    | Volker Weidler Kris Nissen                                    | Porsche Type-935 2.8L Flat-6 Turbo | Y     | 183   | + 38 tours                 |
| 15   | C2     | 198 | Roy Baker Promotion                      | David Andrews Chris Ashmore Max Cohen-Olivar                  | Tiga GC286                         | A     | 182   | + 39 tours                 |
| 15   | C2     | 198 | Roy Baker Promotion                      | David Andrews Chris Ashmore Max Cohen-Olivar                  | Ford Cosworth DFL 3.3L V8 Atmo     | A     | 182   | + 39 tours                 |
| 16   | C2     | 127 | Chamberlain Engineering                  | Nick Adams Bob Juggins                                        | Spice SE86C                        | A     | 170   | + 51 tours                 |
| 16   | C2     | 127 | Chamberlain Engineering                  | Nick Adams Bob Juggins                                        | Hart 418T 1.8L I4 Turbo            | A     | 170   | + 51 tours                 |
| NC   | C2     | 114 | Team Tiga Ford Denmark                   | Thorkild Thyrring Peter Elgaard                               | Tiga GC287                         | A     | 149   | + 72 tours                 |
| NC   | C2     | 114 | Team Tiga Ford Denmark                   | Thorkild Thyrring Peter Elgaard                               | Ford Cosworth BDT-E 2.3L I4 Turbo  | A     | 149   | + 72 tours                 |
| NC   | C2     | 118 | Olindo Iacobelli Chamberlain Engineering | Olindo Iacobelli Jean-Louis Ricci Georges Tessier             | Spice SE86C                        | A     | 141   | + 80 tours                 |
| NC   | C2     | 118 | Olindo Iacobelli Chamberlain Engineering | Olindo Iacobelli Jean-Louis Ricci Georges Tessier             | Ford Cosworth DFL 3.3L V8 Atmo     | A     | 141   | + 80 tours                 |
| NC   | C2     | 123 | Charles Ivey Racing                      | John Sheldon Philippe de Henning                              | Tiga GC287                         | A     | 116   | + 97 tours                 |
| NC   | C2     | 123 | Charles Ivey Racing                      | John Sheldon Philippe de Henning                              | Porsche Type-935 2.6L Flat-6 Turbo | A     | 116   | + 97 tours                 |
| DSQ† | C2     | 111 | Spice Engineering                        | Gordon Spice Fermín Vélez                                     | Spice SE86C                        | A     | 200   | Disqualifié                |
| DSQ† | C2     | 111 | Spice Engineering                        | Gordon Spice Fermín Vélez                                     | Ford Cosworth DFL 3.3L V8 Atmo     | A     | 200   | Disqualifié                |
| Abd. | C2     | 102 | Swiftair Ecurie Ecosse                   | David Leslie Ray Mallock                                      | Ecosse C286                        | A     | 194   | Panne sèche                |
| Abd. | C2     | 102 | Swiftair Ecurie Ecosse                   | David Leslie Ray Mallock                                      | Ford Cosworth DFL 3.3L V8 Atmo     | A     | 194   | Panne sèche                |
| Abd. | C1     | 61  | Kouros Racing Team                       | Mike Thackwell Johnny Dumfries Henri Pescarolo                | Sauber C9                          | M     | 138   | Boite de vitesses          |
| Abd. | C1     | 61  | Kouros Racing Team                       | Mike Thackwell Johnny Dumfries Henri Pescarolo                | Mercedes-Benz M117 5.0L V8 Turbo   | M     | 138   | Boite de vitesses          |
| Abd. | C1     | 42  | Noël del Bello Racing                    | Jean-Pierre Jaussaud Noël del Bello (de) Lucien Rossiaud (de) | Sauber C8                          | G     | 137   | Boite de vitesses          |
| Abd. | C1     | 42  | Noël del Bello Racing                    | Jean-Pierre Jaussaud Noël del Bello (de) Lucien Rossiaud (de) | Mercedes-Benz M117 5.0L V8 Turbo   | G     | 137   | Boite de vitesses          |
| Abd. | C1     | 9   | Joest Racing                             | Klaus Ludwig Bob Wollek                                       | Porsche 962C                       | G     | 117   | Boite de vitesses          |
| Abd. | C1     | 9   | Joest Racing                             | Klaus Ludwig Bob Wollek                                       | Porsche Type-935 2.8L Flat-6 Turbo | G     | 117   | Boite de vitesses          |
| Abd. | C2     | 117 | Team Lucky Strike Schanche               | Will Hoy Martin Schanche                                      | Argo JM19B                         | A     | 86    | Batterie                   |
| Abd. | C2     | 117 | Team Lucky Strike Schanche               | Will Hoy Martin Schanche                                      | Zakspeed 1.9L I4 Turbo             | A     | 86    | Batterie                   |
| Abd. | C2     | 177 | Automobiles Louis Descartes              | Gérard Tremblay Dominique Lacaud Louis Descartes              | ALD 03                             | A     | 29    | Boite de vitesses          |
| Abd. | C2     | 177 | Automobiles Louis Descartes              | Gérard Tremblay Dominique Lacaud Louis Descartes              | BMW M88 3.5L V8                    | A     | 29    | Boite de vitesses          |
| Abd. | C1     | 5   | Silk Cut Jaguar                          | Jan Lammers John Watson                                       | Jaguar XJR-8                       | D     | 28    | Moteur                     |
| Abd. | C1     | 5   | Silk Cut Jaguar                          | Jan Lammers John Watson                                       | Jaguar 7.0L V12 Atmo               | D     | 28    | Moteur                     |
| Abd. | C2     | 200 | Manfred Dahm Racing Team                 | Peter Fritsch Deiter Heinzelmann Kenneth Leim                 | Argo JM19                          | G     | 11.   | Moteur                     |
| Abd. | C2     | 200 | Manfred Dahm Racing Team                 | Peter Fritsch Deiter Heinzelmann Kenneth Leim                 | Porsche Type-930 3.2L Flat-6 Turbo | G     | 11.   | Moteur                     |
| Abd. | C1     | 20  | Tiga Team                                | Tim Lee-Davey Evan Clements (de)                              | Tiga GC87                          | D     | 9     | Fuite d'essence            |
| Abd. | C1     | 20  | Tiga Team                                | Tim Lee-Davey Evan Clements (de)                              | Ford Cosworth DFL 3.3L V8 Atmo     | D     | 9     | Fuite d'essence            |
| Np.  | C1     | 62  | Kouros Racing Team                       | Johnny Dumfries Manuel Reuter                                 | Sauber C9                          | M     | -     | Accident durant les essais |
| Np.  | C1     | 62  | Kouros Racing Team                       | Johnny Dumfries Manuel Reuter                                 | Mercedes-Benz M117 5.0L V8 Turbo   | M     | -     | Accident durant les essais |
| Np.  | C2     | 178 | Automobiles Louis Descartes              | Bruno Sotty Gérard Tremblay                                   | ALD 02                             | A     | -     | Accident durant les essais |
| Np.  | C2     | 178 | Automobiles Louis Descartes              | Bruno Sotty Gérard Tremblay                                   | BMW M88 3.5L I6 Atmo               | A     | -     | Accident durant les essais |
| Np.  | C2     | 188 | Ark Racing                               | Lawrie Hickman Max Payne                                      | Ceekar 83J                         | ?     | -     | Moteur                     |
| Np.  | C2     | 188 | Ark Racing                               | Lawrie Hickman Max Payne                                      | Ford Cosworth DFV 3.0L V8 Atmo     | ?     | -     | Moteur                     |

† - La Spice SE86C n°111 de l'écurie Spice Engineering a été disqualifiée après la course car la voiture a été poussée lors d'un arrêt au stand.

## Pole position et record du tour
- Pole position :  Mauro Baldi (#15 Britten - Lloyd Racing) en 1 min 25 s 430
- Meilleur tour en course :  Klaus Ludwig (#9 Joest Racing) en 1 min 25 s 510

## À noter
- Longueur du circuit : 4,542 km
- Distance parcourue par les vainqueurs : 1 003,782 km